# Martha Goldstein

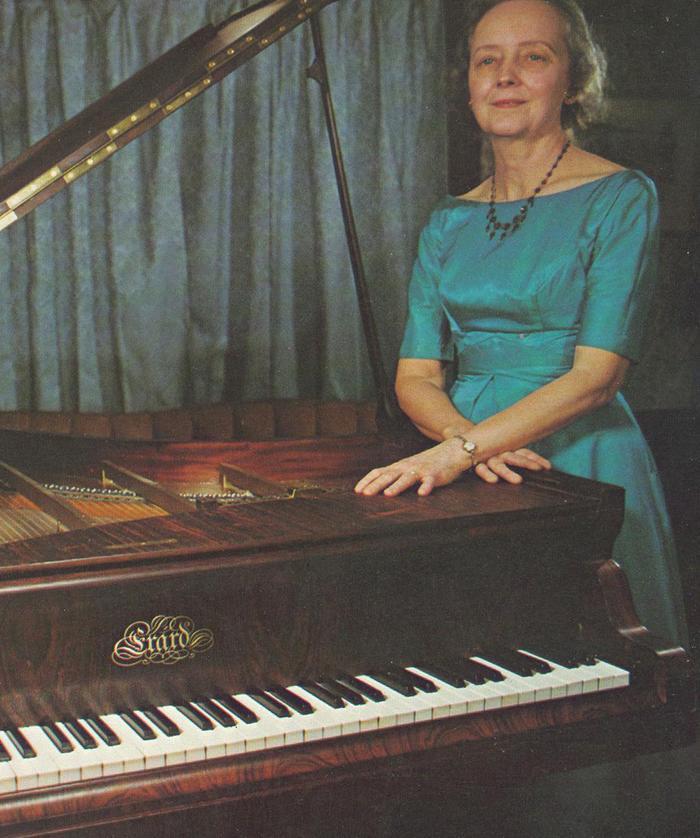

Martha Goldstein (nacida Martha Svendsen; Baltimore, Maryland, 10 de junio de 1919 − Seattle, Washington, 14 de febrero de 2014) fue una intérprete de clavecín y piano que ha dado conciertos en los Estados Unidos, Norte de África, Oriente Medio y Europa. Presentó obras, entre otros, de Georg Friedrich Händel, Frédéric Chopin, Georg Philipp Telemann, Franz Liszt y Ferruccio Busoni.

## Trayectoria
Realizó sus estudios en el Peabody Conservatory y la Escuela Juilliard y estudió con Audrey Plitt, Eliza Woods, James Friskin y Mieczysław Munz. Enseñó en el Conservatorio Peabody durante 20 años y en el Colegio de Cornualles de las Artes. También actuó como artista invitada con el Quinteto de Vientos Ventorum Soni, quinteto de viento en residencia en la Escuela de Música de la Universidad de Washington desde 1968.
Muchos de las grabaciones de Martha Goldstein fueron lanzadas por primera vez en LP por el sello discográfico Pandora Records, que fue fundada en 1973 y estuvo en activo más de diez años. La empresa salió del negocio con la llegada del CD. El archivo completo de sus grabaciones ya está disponible para su descarga sin restricciones y se puede encontrar en muchos sitios de descarga, incluyendo Wikipedia (véase Commons:Martha Goldstein). A menudo sus grabaciones reflejan una interpretación histórica informada, empleando instrumentos originales y afinaciones de la época.

## Grabaciones
- The Italian Harpsichord. Pandora Records, cat. no. PAN 101.[9]
- Bach: Flute sonatas. Complete and Authentic Works from the Neue Bach Gesellshaft. Alex Murray (flauta barroca); Martha Goldstein (clavecín). Pandora Records (1974) cat. no. PAN 104.
- Chopin: Études, Op. 10; Études, Op. 25. Pandora Records, cat. no. PAN 107.
- Bach: Flute Sonatas. Incomplete and Controversial Sonatas. Alex Murray (flauta barroca); Martha Goldstein (clavecín). Pandora Records, cat. no. PAN 105.
- Bach / Martha Goldstein - The Sound of the Keyboard Lute Archivado el 22 de julio de 2011 en Wayback Machine.. Pandora Records, cat. no. PAN 111.
- Brahms: Waltzes. Pandora Records (1987), cat. no. PAN 119.
- Bach: Music for Solo Traverso, Volume I. Alex Murray (flauta barroca); Martha Goldstein (clavecín). Pandora Records, cat. no. PC 176.[10]